# Lisa Eyre
Lisa Jane Eyre (* 18. Dezember 1968 in Nantwich) ist eine ehemalige britische Ruderin. Sie war 1997 Weltmeisterin im Vierer ohne Steuerfrau und Weltmeisterschaftsdritte im Achter.

## Sportliche Karriere
Die 1,75 m große Lisa Eyre belegte bei den Weltmeisterschaften 1995 den fünften Platz im Vierer ohne Steuerfrau. Bei den Olympischen Spielen 1996 in Atlanta trat Eyre mit dem Achter an, der das A-Finale verpasste und im B-Finale vor den Deutschen gewann.
Bei den Weltmeisterschaften 1997 auf dem Lac d’Aiguebelette trat der britische Vierer in der Besetzung Alex Beever, Lisa Eyre, Elizabeth Henshilwood und Sue Walker an. Die Crew gewann den Titel mit 0,83 Sekunden Vorsprung vor den Rumäninnen. Die vier Ruderinnen gehörten auch zum britischen Achter, der hinter den Rumäninnen und den Kanadierinnen die Bronzemedaille erkämpfte. 1998 trat Eyre im Weltcup ebenfalls in beiden Bootsklassen an. Bei den Weltmeisterschaften in Köln startete sie nur im Achter, der den achten Platz belegte. 
1999 ruderte Eyre im britischen Doppelvierer und erreichte den siebten Platz bei den Weltmeisterschaften in St. Catharines. 2000 kehrte sie in den britischen Achter zurück. Bei den Olympischen Spielen 2000 belegte sie wie vier Jahre zuvor den siebten Platz. 2001 ruderte sie wieder im Doppelvierer und erreichte zum Abschluss ihrer Karriere noch einmal den fünften Platz bei den  Weltmeisterschaften in Luzern.